# Zasada et cetera
Zasada et cetera – w etnometodologii sytuacja interakcyjna, w której partnerzy interakcji zgadzają się na niedopowiedzenia drugiej strony, uzupełniając ich wypowiedzi lub oczekując na dalszy ciąg interakcji i nie zadając pytań o szczegóły, tak aby interakcja nie została przerwana. 
W takiej sytuacji stosowane są wyrażenia typu "Wiesz", "No nie", "No, wiesz, jak to jest", przy czym oczekuje się, że partner nie zerwie interakcji np. poprzez odpowiedź "Nie, nie wiem, jak to jest".